# حتمية أحيائية

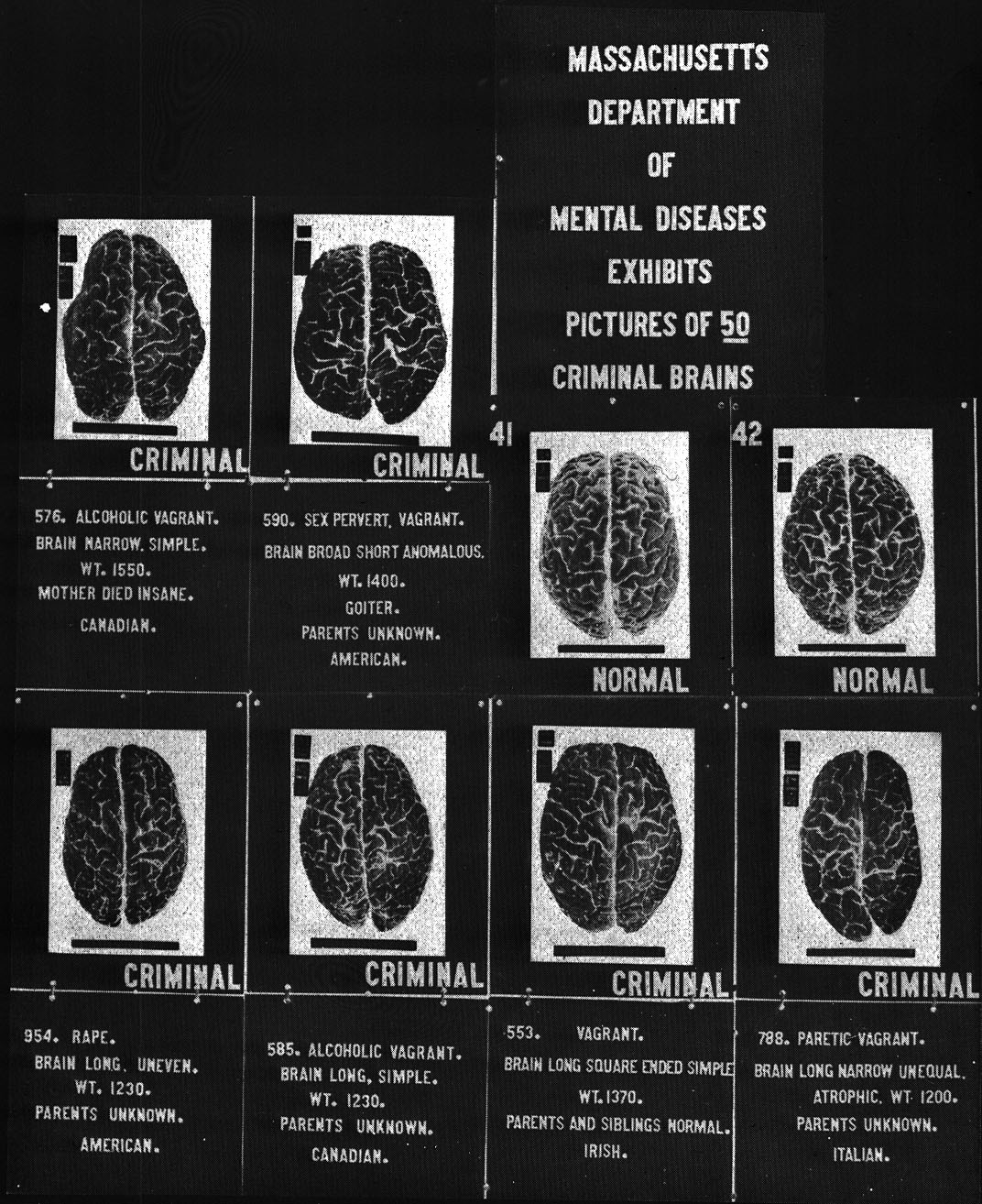
محاولة من عشرينات القرن العشرين للربط بين أشكال الأدمغة ونزوع أصحابها نحو السلوك الإجرامي

تُعرف الحتمية البيولوجية (بالإنكليزية: biological determinism)، والمسماة أيضاً بالـحتمية الجينية أو الاختزال الجيني، بأنها التصديق بأن السلوك البشري تحكمه جينات الفرد أو مكونٌ ما في بنيتها، على حساب دور البئية المحيطة به عموماً، سواءً في مرحلة التطور الجنيني أو التعلم.
وقد ارتبطت الحتمية البيولوجية بأفكار أخرى في العلم والمجتمع، كمبحث تحسين النسل، والعنصرية العلمية، والجدال حول قابلية توريث حاصل الذكاء (IQ)، أو الأساس البيولوجي المفترض للأدوار الجنسوية (الاجتماعية)، وجدال البيولوجيا الاجتماعية.
في عام 1892، اقترح أوغست وايزمان في نظرية جِبلة الخلايا الجنسية –أي مكوناتها الرئيسية كالنطاف والبيوض– (germ plasm) الخاصة به، أن المعلومات الوروثة تنقلها الخلايا الجنسية فقط، والتي اعتقد بأنها تحمل المحدِّدات (أي الجينات).
وأيّد فرانسيس غالتون مَبحث تحسين التنسيل، لأنه افترض أن الصفات غير المرغوبة كحنف القدم والإجرامية تورَّث، وبالتالي كان هدفه منع أناس معيبين كهؤلاء من الإنجاب، بينما حاول كل من صاموئيل جورج مورتون وبول بروكا ربط السعة القحفية (أي حجم الجمجمة الداخلي) مع لون البشرة، محاولين إظهار أفضلية العرق الأبيض.
كما حاول باحثون آخرون أمثال هنري اتش. غودار وروبيرت يركيز قياس ذكاء البشر، وإثبات موروثية القيم الناتجة، مجدداً كمحاولة لإثبات تفوق العرق الأبيض على من سواه.
```
وكان غالتون أول من روّج لعبارة «الطبيعة ضد التنشئة»، والتي استُخدمت لاحقاً لتوصيف الجدال المتزايد حول ما يُعتبر المسؤول الحقيقي عن تحديد السلوك البشري؛ الجينات أم البيئة، بينما يتفق العلماء اليوم، كعلماء البيئة
[
6
]
 واختصاصيي الوراثيات السلوكية
[
7
]
، أنّ كلا العاملين –وضوحاً– مهمّين ومتشابكين في الحقيقة.
[
8
]
```

ولاحقاً في القرن العشرين، أصبحت حتمية الأدوار الاجتماعية موضع جدل اختصاصيي الوراثيات وغيرهم، فحاول علماء الأحياء، أمثال جون موني وأنكيه أيه. إرهارت، شرح الأنوثة والمثلية الجنسية وفق المعايير الاجتماعية السائدة آنذاك، وعلى هذه الخلفية ناقش علماء البيولوجيا التطورية ريتشارد لوونتين وآخرون اختلاف الملابس والتفضيلات الأخرى بتنوع المجتمعات.
أسس عالم الأحياء إدوارد أوسبورن ويلسون اختصاص علم الأحياء الاجتماعي، انطلاقاً من مشاهادته على الحيوانات، كالاجتماعية العليا، مرجحاً على نحو جدلي إمكانية تطبيق تفسيراتها للسلوك الاجتماعية على البشر.

## تاريخ الحتمية البيولوجية

### أصولها
تعود الحتمية البيولوجية للقرن التاسع عشر، ومع ذلك أمضى ستيفين جاي غولد سنوات عمله متتبعاً جذور هذه الفكرة «الغربية»، واقترح أن نظرياتها الرئيسية مبنية على بيولوجيا باطلة وسوء استخدام للمنهجية العلمية.
فقدّم غولد ثلاث مسائل منهجية أثرت في الحتمية البيولوجية؛ تتناول الأولى تأثير القياسات والتقديرات الكمية على العلم وتغييرها إياه طوال القرن الماضي، وأنها تصبح رغم ذلك دون فائدة إذا استُخدمت دون سياق تفسيري ملائم.
وتكمن المسألة الثانية في التشيؤ، أي الاعتراف بخواص معينة –كالذكاء أو العِرق– ككيانات مصدوقة لمجرد ابتكار تسمية لها، بينما تقبع المشكلة الثالثة بأن الحتمية البيولوجية تتمحور حول الاعتقاد بأن الصفات موروثة.

## جِبلة الخلايا الجنسية
عام 1892، اقترح عالم الأحياء النمساوي أوغست وايزمان أن الكائنات الحية عديدة الخلايا تتألف من نوعين منفصلين من الخلايا: الخلايا الجسدية؛ التي تنجز مهام الجسم الطبيعية، والخلايا الجنسية، التي تنقل المعلومات الوَروثة.
```
وسمّى المادة التي تحمل تلك المعلومات –والتي تعرف حالياً بالـ (DNA)– «جِبلة الخلايا الجنسية»، والمكونات المفردة لها –والتي تعرف حالياً بالجينات– «المحددات».
[
10
]
```

كما ناقش وايزمان بأن انتقال المعلومات الوراثية يتم باتجاه واحد، من الخلايا الجنسية إلى الجسدية، وبالتالي لا يتأثر أي من الخلايا الجنسية أو نسل الكائن الحي بما اكتسبه الجسد خلال الحياة.
```
وقد نقض بذلك اعتبار النظرية اللامركية –التي تنص على أن التغيّرات التي تكتسبها المتعضيات خلال حياتها تنتقل بالوراثة إلى الذريّة– آلية ممكنة للتطور، 
[
11
]
ويُقابل نظرية وايزمان في العصر الحديث منهجُ «الهدف الرئيسي لعلم الأحياء الجزيئي»، لكن على مستوى جزيئي عوضاً عن الخلوي.
[
12
]
```

## مبحث تحسين النسل
تمركزت الأفكار الأولى للحتمية البيولوجية حول وراثة الصفات غير المرغوبة، سواءً الفيزيائية منها؛ كحنف القدم أو فلح الشفة والحنك، أو النفسية؛ كالكحولية، والاضطراب ذي الاتجاهين والإجرامية.
وقد أدى الاعتقاد بموروثية صفات كهذه إلى الرغبة بحل هذه المشكلة عن طريق حركة تحسين النسل، والتي قادها فرانسيس غالتون (1822-1911) خليفة داروين، بإجبار الأشخاص المعيبين على الحد من الإنجاب.
وبحلول عشرينيات القرن العشرين، كانت قد قدّمت العديد من الولايات الأمريكية قوانين تسمح بالتعقيم الإجباري للأشخاص الذين اعتُبروا غير أكفاء جينياً، بما فيهم السجناء ونزلاء مستشفيات الأمراض النفسية، وتبعتها قوانين مشابهة في ألمانيا وعبر العالم الغربي في ثلاثينينات القرن العشرين.

## العنصرية العلمية
أقدم اختصاصي القياسات البشرية الأمريكي صاموئيل جورج مورتون (1799-1851) وتباعاً العالم بعلم الإنسان بول بروكا (1824-1880)، متأثرَين بالاعتقادات الحتمية، على محاولة قياس السعات القحفية (أي حجم الجمجمة الداخلي) لأشخاص منتمين لأعراق مختلفة، بنيّة إثبات تفوّق العرق الأبيض بأدمغة أكبر، لكن تم دحض جميع الأدلة المزعومة لتلك الدراسات بسبب أخطائها المنهجية، علماً أن نتائجها كانت قد استُخدمت لتبرير العبودية ومعارضة حق المرأة بالاقتراع.

## وروثية حاصل الذكاء (IQ)
صمم ألفريد بينيه (1857-1911) اختبارات لقياس الأداء تحديداً، وليس المقدرة الخِلقية، ومنذ أواخر القرن العشرين، حوّلت المدرسة الأمريكية، التي قادها باحثون أمثال هنري هـ. غودار (1866-1957)، ولويس تيرمان (1877-1956) وروبيرت يركيز (1876-1956)، هذه الاختبارات إلى أدوات لقياس المقدرة الذهنية الموروثة.
فحاولوا قياس ذكاء البشر باستخدام اختبارات حاصل الذكاء، لإثبات أن القيم الناتجة قابلة للتوريث، والإقرار بتفوق العرق الأبيض على من سواه، فتبيّن أنه من المستحيل تصميم اختبارات مستقلة عن الثقافة وعادلة، نظراً لاختلاف خلفيات الأشخاص المدروسين، أو لكونهم مهاجرين حديثي الوصول، أو أميين، علماً أن النتائج كانت قد استُخدمت لمعارضة الهجرة من جنوب وشرق أوروبا إلى أمريكا.

## الأدوار الاجتماعية (الجنسوية) البشرية
تُناقش ليندا بيرك في كتابها في السعي للاختلاف (In Pursuit of Difference) عام 1992 أن علم الأحياء يفسر الاختلافات الجنسية بالآليات المختلفة للصبغيات، والوراثيات والوراثة، غير أن الاختلافات الهرمونية غير مطلقة، ويمكن للأشخاص أن يولدوا بخواص خنثى مثلاُ كوراثة مزيَّقة.
ويمكن عزو المثلية الجنسية لأسباب حيوية واجتماعية معاً، [19][20] فقد درس دين هامر ما تسمى بـ«الجينة المثلية»، كما درس عالم الأعصاب سيمون ليفاي عام 1991 الاختلاف في البنى الوطائية بين الرجال غيريي ومثليي الجنس، مكتشفاً إمكانية مساهمة النواة الخلالية الثالثة (INAH-3) جزئياً في المثلية الجنسية.
وناقش ريتشارد ليوونتن، وستيفين روز وليون كامين في كتابهم ليس في جيناتنا (Not in Our Genes) دراسةً على فتيات «ذكوريات» نسبياً، كما بحث عالمَي الأحياء جون موني وأنكيه إرهارت عن طرق لوصف الأنوثة وفق معاييرهما الاجتماعية الخاصة، كالتفضيلات المتعلقة بالملابس والتبرّج، كما أشار ليوونتن بأن التجربة «تتجاهل وجود مجتمعات ترتدي فيها النساء البنطال، أو يلبس فيها الرجال التنانير أو المجوهرات.»
يستمر الظهور العلني للتفرقة الجندرية بالتناقص حالياً في مجالات العمل، ما يقترح بأنها مفروضة من قبل المجتمع، بالمقابل يشير النموذج المعياري للجنس والنوع الاجتماعي (الجندر) إلى انفصام واضح بين الذكور والإناث دون أي تراكب، وهو نموذج ثقافي يتّبعه الاختصاصيون، كالأطباء، عندما يتعاملون مع التعيين الجندري.

## علم الأحياء الاجتماعي
ظهر علم الأحياء الاجتماعي بإصدار إدوارد أوسبورن ويلسون لكتابه علم الأحياء الاجتماعي: التأليف الجديد (Sociobiology: The New Synthesis) عام 1975، [24] واقترح عالم البيولوجيا التطورية دابليو. دي. هاملتون عام 1964 «جينات مسببة للغيرية»، إذ كان الجدال حول وجود هذه الجينة المُفترضة قائماً.
فرشّح عالم الأحياء غراهام جيه. ثومبسون وزملاؤه جينات مستقبل الأوكسيتوسين (OXTR)، وناقل الكاثيكول-و-ميثيل (COMT)، ومستقبل الدوبامين D4 (DRD4)، ومستقبل الدوبامين D5 (DRD5)، وعامل النمو المشابه للإنسولين 2 (IGF2)، والوحيدة بيتا 2 من مستقبل حمض غاما أمينو بوتيريك (GABRB2)، والجينة (CD38) كعوامل مؤثرة في الغيرية.
ويناقش عالم الوراثة ستيف جونز أن السلوك الغيري –كحب الجار مثلاً– مندمج ضمن الجينوم البشري، بشرط أن يكون هذا الجار فرداً من «الملّة ذاتها»، أي يتشارك بالعديد من الجينات مع هذا الشخص الإيثاري، وبالتالي يمكن تفسير هذا السلوك حينها من خلال الاصطفاء بالقرابة. [28]
كما ناقش علماء البيولوجيا التطورية مثل جونز أن الجينات التي لا تؤدي إلى سلوك أناني تتلاشى مقارنة بتلك التي تؤدي إليه، لأن الجينات الأنانية تفضل نفسها، بينما جادل جورج كونستابل وزملاؤه أن الغيرية قد تكون إستراتيجية ثابتة بالتطور، جاعلةً الكائنات الحية أكثر قدرة على النجاة من كوارث مختلفة.

## جدال الطبيعة ضد التنشئة
تمت مماثلة التصديق بالحتمية البيولوجية بالإنكار وفق فكرة الصفحة البيضاء لأي تأثير محتمل للجينات على السلوك البشري، ما أدى إلى جدال محتدم مطوّل حول مقولة «الطبيعة ضد التنشئة».
وبحلول القرن الحادي والعشرين، بدأ العديد من العلماء يشعرون بعدم منطقية هذا الانفصام، فنوّهوا إلى أن التعبير عن الجينات يطرأ ضمن بيئة ما، وخصوصاً تلك التي تخص مرحلة النماء السابق للولادة، وأن البيئة قد تحكمت دوماً بالجينات عبر آليات معينة كعلم التخلّق.